# Галка, Михаил Андреевич
Михаил Андреевич Галка (1930, Кривой Рог — 1999, Кривой Рог, Днепропетровская область) — советский металлург, лауреат Государственной премии СССР за выдающиеся достижения в труде (1978).

## Биография
Родился в 1930 году в городе Кривой Рог.
В 1946 году окончил школу ФЗО. В 1946—1949 годах работал столяром на руднике имени Ф. Э. Дзержинского (Кривой Рог).
В 1949—1990 годах — подручный горнового, горновой, старший горновой доменной печи № 8 доменного цеха № 1 металлургического завода «Криворожсталь» Министерства чёрной металлургии СССР.
Знатный доменщик СССР, инициатор трудовых починов, участник ВДНХ. Делегат XXIII съезда КПСС.
Умер в 1999 году в Кривом Роге.

## Награды
- Орден Ленина;
- Орден Трудового Красного Знамени;
- Заслуженный металлург Украинской ССР;
- Государственная премия СССР за выдающиеся достижения в труде (1978) — за существенное повышение эффективности металлургического производства и горнодобывающей техники на основе улучшения использования производительных мощностей.